# Liste der Monuments historiques in Provin
Die Liste der Monuments historiques in Provin führt die Monuments historiques in der französischen Gemeinde Provin auf.

## Liste der Objekte
| Bezeichnung                | Beschreibung                  | Standort                    | Kennzeichnung | Schutzstatus | Datum | Bild |
| -------------------------- | ----------------------------- | --------------------------- | ------------- | ------------ | ----- | ---- |
| Skulptur Christus am Kreuz | Holz, bemalt, 18. Jahrhundert | in der Chapelle du Calvaire | PM59008275    | Inscrit      | 1973  |      |